# André Bauchant
André Bauchant, född den 24 april 1873, död den 12 augusti 1958, var fransk naivistisk målare vars kompositioner ofta illustrerade mytologi och klassisk historia.
Han arbetade ursprungligen som grönsaksodlare, efter sin far, innan han kallades ut i första världskriget. Han utbildade sig senare till kartritare innan han började sin karriär som konstnär.

## Biografi
Bauchant föddes i Château-Renault, Indre-et-Loire. Hans första utställning kom 1920 i Salon d'Automne. Bland hans tidigt uppmärksammade verk märks Panoramas de la Marne som bygger på hans upplevelser från första marneslaget. År 1927 fick han uppdrag av Diaghilev att utforma dekor till uppförandet av Stravinskijs Apollon Musagète.
Förutom historiska, mytologiska och bibliska motiv var han framför allt uppmärksammad för sina blomsterstycken. En ovanlig fantasirikedom, en stark dekorativ känsla och en skimrande kolorit utmärker hans måleri.